# John Paye
John Paye é um ex-jogador profissional de futebol americano estadunidense. Ele foi campeão da temporada de 1988 da National Football League jogando pelo San Francisco 49ers.